# Оравски, Владимир
Владимир Оравски (швед. Vladimir Oravsky, 22 января 1947 в Чехословакии) — шведский писатель и режиссёр.
До того, как Оравски целиком посвятил себя писательскому труду, он перепробовал множество профессий. В Чехословакии он работал в качестве инженера-механика и конструктора конвейеров. В Швеции, Дании, Швейцарии, Таиланде и США он работал ради заработка мойщиком посуды, уборщиком, разносчиком газет, докером, золотоискателем, сборщиком гороха, трактористом, поваром, актёром, фотографом, переводчиком, копирайтером, литературным критиком, драматургом, лектором, преподавателем, культурным бюрократом, как например, начальником отдела культуры муниципалитета города Умео.
Книги Владимира Оравски напечатаны целым рядом шведских, датских и голландских издательств: Studentlitteratur, h: ström — Text & Kultur, Nya Doxa, Symposion, Raketförlaget, Lundtofte Publishing, De Rode Kamer и Branner og Korch.
Среди произведений Оравски есть книги для детей и юношества, романы, пьесы и киносценарии. 
Владимир Оравски, вместе с Куртом Петером Ларсеном, стал лауреатом международного конкурса на лучшую пьесу для детей 2006 года, объявленного Международным Театральным институтом (англ. International Theatre Institute).
Оравски и Мальмен стали одними из победителей конкурса на лучшую пьесу, объявленного Королевским Драматическим Театром (отделение Эльверкен) за пьесу «Дневник Златы Ибрагимович».